# Escanteio

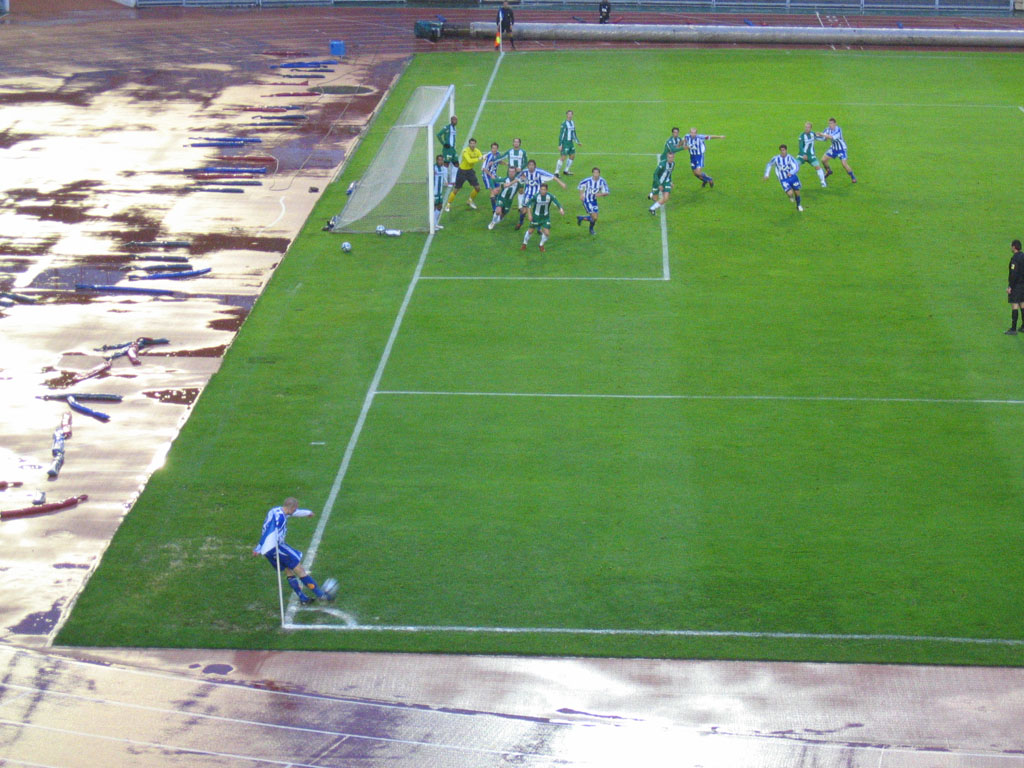
Jogador cobrando um escanteio.

O escanteio (português brasileiro) ou pontapé de canto (português europeu) é um dos itens citados na regra do futebol, é um ato relativamente comum nas partidas, e que pode decidir o resultado final da partida se a ação for bem executada.
Caso o jogador que vá bater a cobrança de escanteio dê um chute para sua defesa e a bola entre diretamente no gol defendido por sua equipe, sem ter tocado em ninguém, o gol contra não poderá ser assinalado, mas sim um escanteio para a equipe adversária.

## Função
Segundo a Regra 17 do futebol, o escanteio (português brasileiro) ou pontapé de canto (português europeu) é um dos métodos para recomeçar o jogo. Um canto é assinalado quando a bola ultrapassar completamente a linha de baliza, quer seja rente ao solo ou pelo ar, tocada em último lugar por um jogador da equipe defensora, sem que um gol tenha sido marcado. E é marcado com os pés.

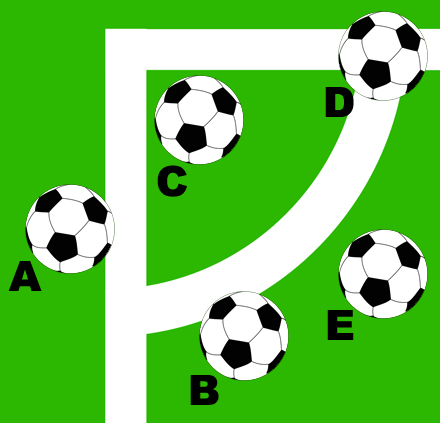
Para efeitos da cobrança de escanteio, as posições das bolas "A", "B", "C" e "D" estão todas corretas; já a posição "E" está incorreta.

## Regras

### Procedimento
No momento da cobrança, a bola deve estar parada sobre a marca de escanteio que é no extremo da linha de fundo e a linha lateral, a bandeira não pode se mover e os adversários devem estar a, pelo menos, 9,15 m de distância. O jogador que executou a cobrança não pode tocar na bola uma segunda vez sem que outro jogador tenha tocado nela. Desta forma, caso a bola bata na trave sem ter tocado em nenhum jogador e volte aos pés do cobrador, ele não poderá tocá-la novamente.

### Impedimento?
Quando introduzido pela primeira vez em 1872, o escanteio deveria ser cobrado na própria junção das 2 linhas, a de fundo e a lateral (onde atualmente fica posicionada a bandeirinha de escanteio), o que tornava impossível para um jogador atacante estar em posição de impedimento em relação à bola. Em 1874, o escanteio foi autorizado a ser cobrado até uma jarda da bandeira de escanteio, abrindo assim a possibilidade de um jogador estar em posição de impedimento. Na Conferência Internacional de Futebol de dezembro de 1882, foi acordado que um jogador não deveria estar impedido de um escanteio; esta mudança foi incorporada às Leis do Jogo em 1883. Ou seja, de acordo com a regra do impedimento, em uma cobrança de escanteio não deve-se ser marcado o impedimento.
Essa "regra" porém acabou gerando uma confusão em um jogo da Eurocopa de 2021, quando, em uma cobrança de escanteio a favor da Italia, 2 jogadores italianos ficaram fora dos limites do campo (um o cobrador, e o segundo o jogador que ia receber o passe). Ao cobrar o escanteio para o outro jogador que estava fora de campo, o bandeirinha marcou uma irregularidade, fazendo muitos acreditarem tratar-se de um "impedimento em escanteio", quando na verdade a irregularidade foi marcada pois o jogador retornou ao campo sem a devida autorização da arbirtragem.

### Bandeirinha de Escanteio

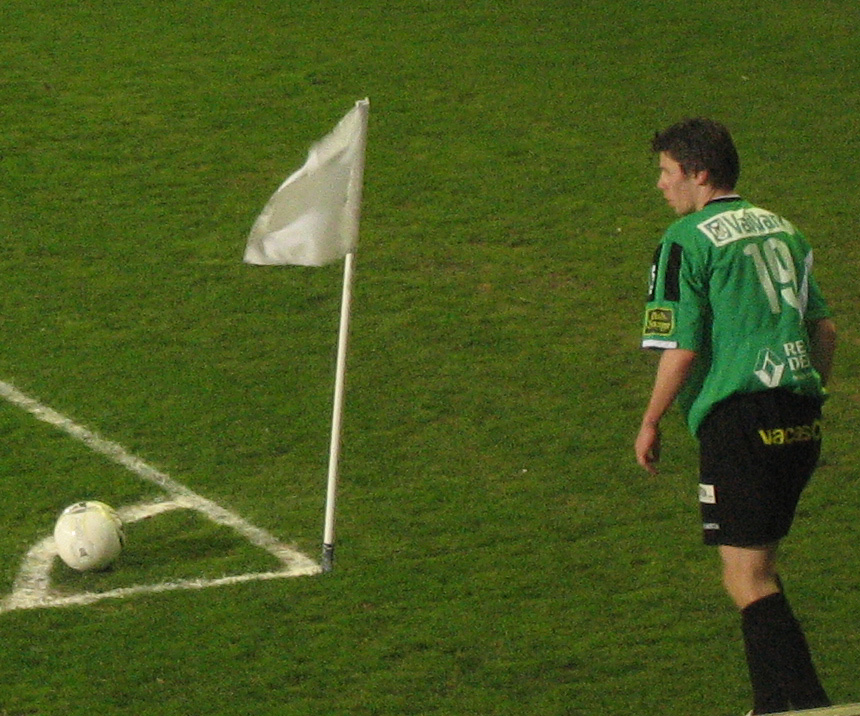
A bandeirinha de escanteio.

As bandeirinhas de escanteio - também chamadas de bandeirinhas de canto - são itens obrigatórios no campo de jogo, de modo que sua presença (e dentro das normas) deve ser conferida pelos responsáveis pela partida antes que a mesma se inicie. Conforme estipula a Regra 1 do futebol, "em cada córner do campo de jogo será colocado um poste não pontiagudo com uma bandeirinha. A altura mínima do poste deverá ser de 1,5m de altura. Também poderão ser colocadas bandeirinhas em cada extremidade da linha do meio de campo, a uma distância mínima de 1 metro do lado de fora da linha lateral do campo".
Por ser um item obrigatório no campo de jogo, um jogador não pode, igualmente, retirar a bandeirinha colocada no "corner" de seu lugar para cobrar o escanteio. Se isto acontecer, o árbitro tem de mandar o jogador colocar a bola e a bandeirinha nos lugares corretos. Outra coisa interessante a se saber é que, se um jogador utilizar-se do mastro da bandeirinha para não perder o equilíbrio, o árbitro terá de marcar um tiro livre indireto contra sua equipe, já que essa atitude não é permitida pela lei. A regra não prevê, no entanto, que um jogador seja punido caso ele retire a bandeirinha de seu lugar para comemorar um gol marcado.
Além de serem útil para facilitar a identificação de onde a bola saiu - se pela lateral ou pela linha de fundo - as bandeirinhas de escanteio servem como parâmetro de medida para mensurar se as balizas estão equidistantes da linha lateral, conforme diz a regra.[carece de fontes?]
A bandeirinha também impede que a bola passe exatamente pela "quina" do campo o que geraria  uma duvida no árbitro: "marcar escanteio ou lateral?"

### Gol Olímpico
Um gol pode ser marcado diretamente da cobrança de escanteio, sem a necessidade de a bola tocar em outro jogador. Quando isso acontece, a jogada é conhecida como Gol Olímpico. Por ser um chute sem ângulo, é um evento raro de acontecer, mas possível, bastando-se colocar um efeito na bola. Desta forma, normalmente os gols olímpicos surgem após cobranças em que o jogador bate com a parte interna do pé, também conhecida por peito do pé. Porém, alguns jogadores já o fizeram com a parte de trás do pé, no chute conhecido por "trivela", ou "3 dedos".
Em junho de 1924, a International Board modificou o artigo 11 das regras do futebol, autorizando pela primeira vez que um gol fosse marcado em cobrança de escanteio. Logo que a modificação aconteceu, um jogador do Everton tentou ser mais esperto. Ao invés de cobrar o escanteio de forma direta, ele saiu com a bola da lateral do campo e foi até o gol, já que na regra não indicava que era proibido fazer isso. O incidente gerou uma mudança no artigo e, em agosto, foi imposta uma nova definição, afirmando que o jogador não poderia tocar na bola duas vezes consecutivas.
Segundo o The Guardian, o recorde absoluto de gols olímpicos pertence ao turco Şükrü Gülesin, que, segundo relatos, anotou 32 gols olímpicos ao longo de sua carreira.

### Marcação de Escanteio ao invés deGol Contra
A maioria dos métodos de reiniciar o jogo não permite a marcação de um gol contra, mesmo que a bola entre diretamente no próprio gol, devendo ser marcado, ao invés disso, um escanteio para a equipe adversária. Estão incluídos nesta regra o pontapé inicial, o tiro de meta, a cobrança de lateral, a própria cobrança de escanteio, e a cobrança de falta (seja ela indireta ou direta). Ou seja, caso um jogador que vá bater a cobrança de escanteio dê um chute para sua defesa e a bola entre diretamente no gol defendido por sua equipe, sem ter tocado em ninguém, o gol contra não poderá ser assinalado, mas sim um escanteio para a equipe adversária.
Tais incidentes são extremamente raros e, em alguns casos, exigem circunstâncias incomuns ou extraordinárias para ocorrer, mas exemplos disto seguem abaixo:
Em um jogo da terceira divisão da ocorrido na temporada 1983/84, o jogador Wally Downes, do Millwall Football Club, cobrou um lateral em direção ao seu goleiro, Dave Beasant, que viu a bola entrar diretamente em sua baliza, sem tocar em nenhum jogador. Neste caso, ao contrário do assinalado pelo árbitro da partida, o Millwall Football Club deveria ter sido punido com uma cobrança de escanteio contra. Um exemplo similar aconteceu em um jogo da Premier League em 2002–03, quando o goleiro Peter Enckelman, do Aston Villa Football Club, não conseguiu dominar a bola que veio diretamente de uma cobrança de lateral de sua equipe, e entrou em sua meta.